# Овчинниковы (Котельничский район)
Овчинниковы — деревня в Котельничском районе Кировской области в составе Юрьевского сельского поселения.

## География
Располагается на расстоянии примерно 14 км по прямой на север-северо-восток от райцентра города Котельнич на правобережье реки Молома.

## История
Известна с 1671 года как деревня «Стенки Рязанова, Васки Малцова тож». В 1764 году в деревне Рязановской Второй уже отметили 16 жителей. В 1873 году здесь (Резановская или Овчинники) дворов 7 и жителей 41, в 1905 (Рязановская или Овчинники) 10 и 73, в 1926 (Овчинниковы или Рязановская) 13 и 88, в 1950 25 и 98, в 1989 оставалось 18 человек. Настоящее название утвердилось с 1939 года.

## Население
Постоянное население  составляло 5 человек (русские 100%) в 2002 году, 4 в 2010.